# 戸塚病院
戸塚病院（とつかびょういん）は、医療生協かながわ生活協同組合が神奈川県横浜市戸塚区汲沢町に設置する病院。

## 概要
救急告示病院に指定されており、93床（地域包括ケア病棟41床,一般病棟52床）を備える。
全日本民主医療機関連合会（民医連）に加盟している。

## 診療科
(この節の出典)
- 内科
- 精神科
- 神経科
- 呼吸器科
- 胃腸科
- 循環器科
- 外科
- 整形外科
- 形成外科
- 泌尿器科
- こう門科
- 眼科
- リハビリテーション科
- 麻酔科

## 医療機関の認定
(この節の出典)
- 保険医療機関
- 労災保険指定医療機関
- 指定自立支援医療機関（精神通院医療）
- 身体障害者福祉法指定医の配置されている医療機関
- 精神保健指定医の配置されている医療機関
- 生活保護法指定医療機関
- 原子爆弾被害者一般疾病医療取扱医療機関
- 公害医療機関
- 在宅療養支援病院
- 無料低額診療事業実施医療機関

## 特徴
- 病院の理念により、差額ベッド料（個室料）を徴収していない[5]。

## 交通アクセス
- JR東海道線・横須賀線・湘南新宿ライン・横浜市営地下鉄ブルーライン 「戸塚駅」西口下車 戸塚バスセンターより  神奈中バス汲沢系由立場ターミナル行き乗車「横浜桜陽高校前」停留所下車、徒歩3分[6]

## 周辺
- 神奈川県立横浜桜陽高等学校[6]
- 神奈川県警戸塚警察署[6]